# Skijaški vezovi
Skijaški vezovi su mehanički dijelovi skija koji omogućavaju da se noga skijaša pričvrsti za skiju. Ovisno o skijaškoj disciplini postoji veliki broj različitih izvedbi.
U alpskom skijanju vezovi su takve konstrukcije koja omogućava da se skijaška obuća ili pancerica punom duljinom skijaševog stopala pričvrsti fiksno za skiju. Druga funkcija skijaškog veza je da u slučaju pada automatski otpusti vezu pancerice i skije, i time spriječi ozljedu koja može nastati ako skija svojom duljinom i težinom po principu poluge iskrene ili čak slomi nogu skijaša. Stoga je za pravilan izbor skijaškog veza nužno poznavati visinu i težinu skijaša koji će vez koristiti, te pravilno podesiti silu koja je potrebna da se vez otpusti u slučaju pada.
Za nordijsko skijanje koristi se vez koji omogućava odvajanje pete skijaša od skije, kako bi se omogućio pravilan skijaški korak kojim skijaš trkač ostvaruje kretanje po snijegu. Kako se kretanje ostvaruje zamahom noge unatrag, potrebno je da se peta skijaša digne od skije ali da se pri tome prsti i dalje koriste kao mjesto potiska na skiju.